# Fritz Encke
Friedrich August Ernst "Fritz" Encke (né le 5 avril 1861 à Oberstedten et mort le 12 mars 1931 à Herborn) est un architecte de jardin allemand, directeur royal de l'horticulture et directeur municipal du jardin qui a conçu de nombreux parcs et places, notamment à Cologne.

## Biographie
Encke est le plus jeune des six enfants du pasteur évangélique (doyen) Johann Friedrich Encke (1817-1903) et de sa femme Luise, née. Morel (1823-1892). Il apprend le jardinage dans l'entreprise maraîchère de Julius Fischer à Bad Homburg, travaille comme stagiaire au Jardin anglais de Homburg de 1879 à 1880 et étudie à l'école royale de jardinage du parc animalier de Potsdam (de) entre 1880 et 1882. Là, il devient membre de l'association étudiante Technischer Bund Burschentag. De 1883 à 1890, il travaille pour des pépinières privées à Erfurt, Chester (Angleterre) et Berlin. Pendant ce temps, il y travaille également pendant un an dans l'administration communale du jardin. De 1890 à 1903, il travaille comme professeur d'art des jardins à l'école de jardinage du parc animalier, où il fait campagne pour la réforme de l'art des jardins. En raison de ses mérites en tant qu'enseignant, il est nommé inspecteur royal de l'horticulture en 1897 et directeur royal de l'horticulture en 1899.
Il travaille à Cologne du 1er avril 1903 au 1er octobre 1926, succédant au directeur intérimaire des jardins Hermann Robert Jung (de), qui a remplacé Adolf Kowallek (de) en 1902. De 1908 à 1913, il est président de la Société allemande pour l'art des jardins (de). Le premier projet horticole auquel il s'attaque en 1904 est la conception d'une haie de chênes anglais de 230 mètres de long entourant la tour Bismarck dans le quartier de Bayenthal.
Fritz Encke est le père du pasteur évangélique Hans Encke (de), du directeur d'une jardinerie Walter Encke, né en 1897 et abattu dans sa propre maison par des soldats soviétiques le 1er mai 1945 alors qu'il tentait de protéger sa femme, et de l'écrivain horticole Fritz Encke. Il adopte également les deux enfants de son frère Philipp, décédé prématurément, qui est marié à une sœur de son épouse : Lutz (né en 1896) et Clara (née en 1899) Encke.

## Travaux
Durant son séjour à Cologne, il marque, en tant que planificateur et jusqu'à aujourd'hui, le visage des espaces verts et des jardins publics de Cologne tels que la Vorgebirgsplatz (de), le parc Blücher, le Friedenspark (anciennement : parc Hindenburg), le parc Beethoven, le parc Klettenberg (de), le parc public Fritz-Encke (de), le parc Humboldt (de) et le parc du Rhin (de) (nommé jusqu'en "parc public du Rhin"). Il participe à l'expansion de la forêt de la ville. De 1910 à 1914, le parc au pied des collines (de), d'une superficie de 13 hectares, est créé avec un jardin en contrebas de forme régulière. C'est le premier parc de Cologne dans lequel Encke met en œuvre les exigences en matière d'installations sportives et de jeux,,.
Une expansion du zoo de Cologne en 1913 a également lieu sous sa direction. En outre, il conçoit de nombreuses places à Cologne, qu'il divisent en places multifonctionnelles de la ville en une aire de jeux et une zone décorative (plantes ou jardins de fleurs), comme la Manderscheider Platz à Sülz ou la Lortzingplatz (de) à Lindenthal et donne des idées pour la conception de la place autour de la tour Bismarck à Marienburg.

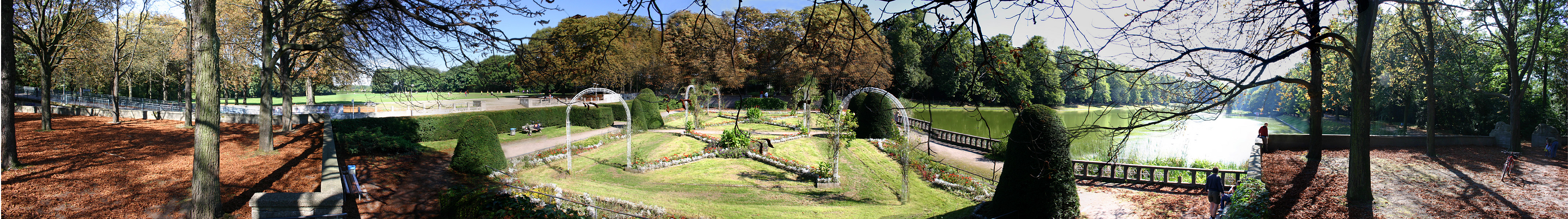
"Vert social" dans le parc Blücher de Cologne : à droite un étang, au milieu un arrangement floral, à gauche la grande "prairie populaire"

Dans ses œuvres, Fritz Encke poursuit très tôt l'idée d'un "vert social" dans la grande ville, idée qui n'est appliquée ailleurs qu'après la Première Guerre mondiale. Ses espaces verts urbains, surtout dans les banlieues, sont aménagés de manière multifonctionnelle. Il les divise en aires de jeux et en jardins décoratifs qui doivent remplacer le jardin domestique des habitants des immeubles locatifs. Dans ses parcs, il poursuit l'idée d'un "parc public" avec de multiples possibilités d'utilisation pour la population - installations florales, architecture et espace pour le sport dans un terrain de parc.
Après la Première Guerre mondiale, avec le soutien de Konrad Adenauer et de l'urbaniste de Hambourg Fritz Schumacher, il a l'opportunité d'aider à développer la ceinture fortifiée de Cologne (de) en ceinture verte (de). De 1919 à 1925, la roseraie de la ville de Cologne est aménagée dans le fort X de la ceinture fortifiée de Cologne (de) selon les plans d'Encke. Depuis 2008, il fait partie du parc Hilde-Domin sur le mur de Neuss. En 1918, il agrandit l'espace vert aménagé par Adolf Kowallek sur le Theodor-Heuss-Ring (de) (Deutscher Ring), qui va de l'actuelle Ebertplatz (de) (anciennement : Deutscher Platz) à la Bastei.
En dehors de Cologne, Fritz Encke participe, entre autres, à la conception du parc Rudolph-Wilde (de) et de la Viktoria-Luise-Platz à Berlin-Schöneberg, ainsi qu'au développement du quartier bavarois (de).

## Honneurs
En 1931, l'Université agricole de Berlin lui décerne un doctorat honorifique. La ville de Potsdam donne son nom à une rue en 2001 : Fritz-Encke-Straße. Cologne honore son directeur de jardin en 2002 en renommant le « parc public Raderthal », l'un de ses jardins les plus importants, en parc public Fritz-Encke (de).

## Publications
- Anleitung zum Gärtnerischen Planzeichnen. Verlagsbuchhandlung Paul Parey, Berlin 1898. Digitalisierte Ausgabe der Universitätsbibliothek der Technischen Universität Berlin
- Der Hausgarten. Diederichs, Jena 1907. Digitalisierte Ausgabe der Bibliothèque universitaire et d'État de Düsseldorf
- Parkanlage am Klettenberg in Cöln (de), Die Gartenkunst 1906, 91 (Digitalisat)